# Fukushima (ciutat)
Fukushima és la capital de la Prefectura de Fukushima, Japó.
Es troba a uns 250 km de Tòquio. Malgrat que la ciutat se situa terra en dins, la prefectura té gran nombre de ports a l'oceà Pacífic.
En 2003, esta ciutat tenia una població estimada de 290,866 habitants, i una densitat de 389,68 persones por km².
La ciutat va ser fundada l'1 d'abril de 1907.